# Newjersevania nascimbenei
Newjersevania nascimbenei är en stekelart som beskrevs av Basibuyuk, Quicke och Alexandr Rasnitsyn 2000. Newjersevania nascimbenei ingår i släktet Newjersevania och familjen hungersteklar. Inga underarter finns listade i Catalogue of Life.